# Кукри
Кукри или кукури је закривљени нож који може да користи као оруђе или као хладно оружје за блиску борбу.
Оштрица је закривљена ка унутра. Био је, а често је и даље, основни или традиционални нож опште намене народа Непала. Веома је ефикасан када се користи као оружје, представља симболично оружје свих Гурка одреда у свету, као и војске Непала, пошто означава снагу и одважност његовог носиоца на бојном пољу. Део је многих традиционалних ритуала код многих етничких група у Непалу, укључујући и једну у којој младожења носи овај нож током церемоније венчања. У народу је кукру познат једноставно као „Гурка сечиво“ или „Гурка нож“.
Слично оруђе постајало је у неколико облика широм индијског потконтинента и коришћено је и као оруђе и као оружје, али и за жртвене ритуале. Предпоставља се да можда потиче од древне индијске сабље зване нистримса. Предпоставља се да су међу постојећим кукри ножевима најстарији они који су припадали Шаху Драбији (око 1559) који се чувају у Националном музеју Непала у Катмандуу.